# Agriotes pubescens
Agriotes pubescens là một loài bọ cánh cứng trong họ Elateridae. Loài này được Melsheimer miêu tả khoa học năm 1845.